# Westfälische Reit- und Fahrschule

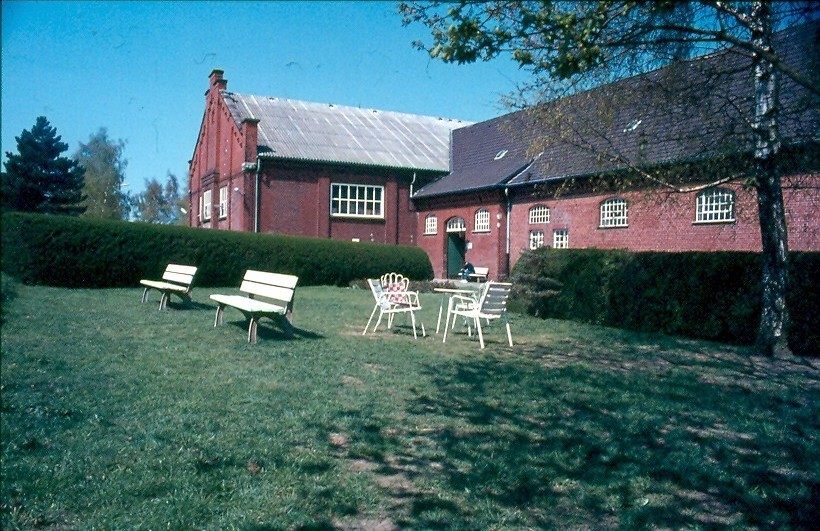
Kleine Reithalle und Stalltrakt

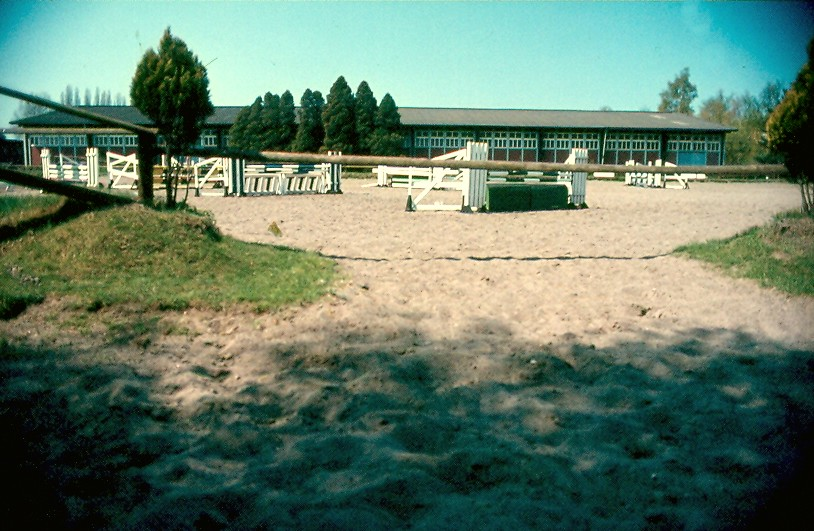
Große Reithalle und Springplatz

Die Westfälische Reit- und Fahrschule ist eine Aus- und Fortbildungsstätte für Berufsreiter, Freizeitreiter und Amateurtrainer in Münster. Sie ist 1997 in den Osten Münsters im Stadtteil Handorf in einen Neubau umgezogen.

## Geschichte
Die Westfälische Reit- und Fahrschule in Münster besteht seit 1922. Sie wurde von Graf Brockdorf-Arlefeld in den Jahren 1922–1925 gegründet und geleitet. Der erste Standort war in der Nähe der jetzigen Halle Münsterland. Dieser wurde während des Zweiten Weltkriegs zerstört.

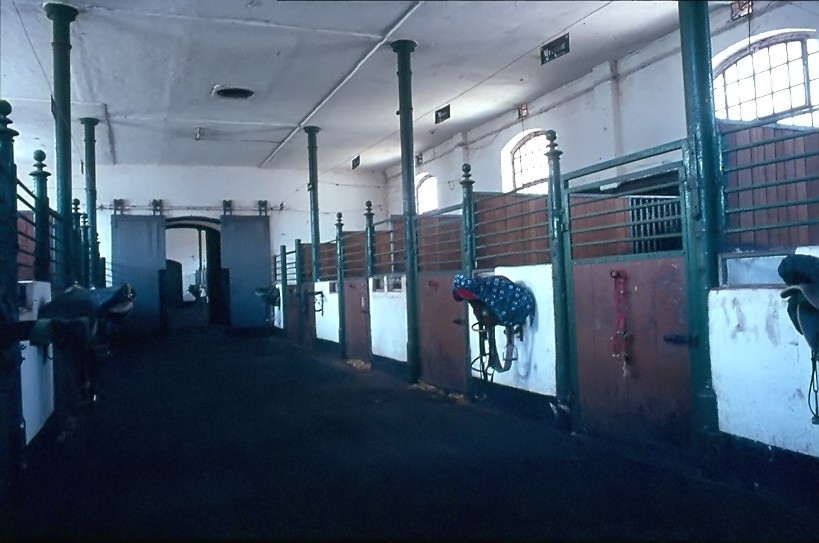
Stall 1 – Schulpferde für Zirkelreiter und Lehrgänge

Seit 1948 hatte die Schule in der ehemaligen Reiterkaserne an der Steinfurter Straße wieder gute Ausbildungsmöglichkeiten. Es standen eine große Reitbahn (25 × 65 m), eine weitere Reitbahn (20 × 40 m), eine Longierhalle und Stallungen mit 80 Boxen sowie ein Reit- und Springplatz zur Verfügung. Mit der Lage innerhalb der Reiterkaserne war sie von dem umliegenden Verkehr nahezu komplett abgeschirmt.
Eine Besonderheit war der „Sprunggarten“. Er war um drei Seiten des Springplatzes herum angelegt und komplett eingezäunt. Das ermöglichte auch Anfängern im Springen den Sitz über dem Sprung zu üben, ohne sich gleichzeitig auf das Anreiten der Sprünge zu konzentrieren.

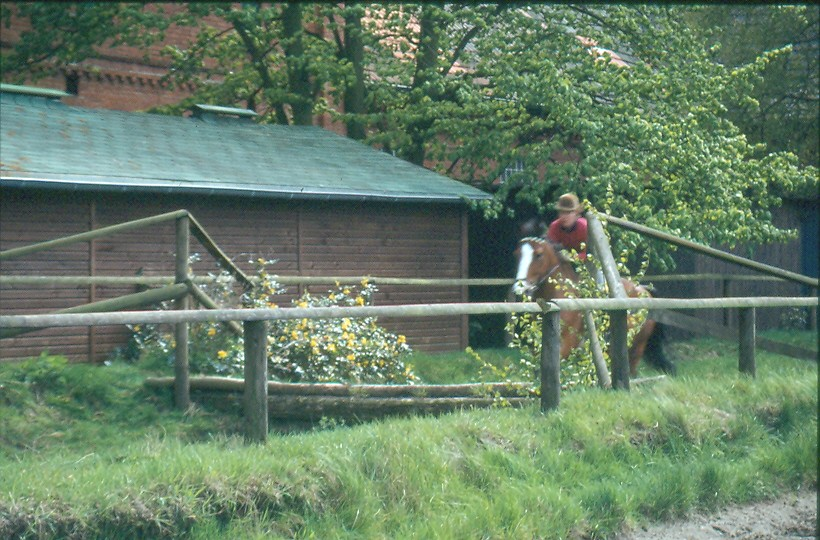
Ein leichter Sprung im „Sprunggarten“

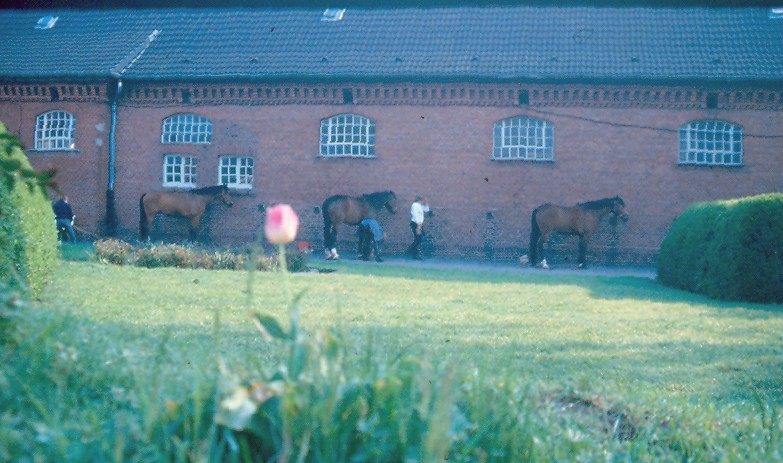
Putzen der Lehrgangspferde an Stall 1

Das Internat mit ca. 20 Betten bot den Lehrgangsteilnehmern und den bis zu 15 Lehrlingen eine nahe Unterkunft. Verpflegt wurden die Lehrgangsteilnehmer und die Lehrlinge durch die Küche der anliegenden Bundeswehrkaserne.
Unter der Leitung von Paul Stecken bekam die Westfälische Reit- und Fahrschule einen soliden und allgemein anerkannten Ruf  als eine der besten Ausbildungsstätten in Deutschland für Berufsreiter.
Die Arbeit der Schule wurde vom Ministerium für Ernährung, Landwirtschaft und Forsten (NRW), von der Landwirtschaftskammer Nordrhein-Westfalen, dem Westfälisch-Lippischen Landwirtschaftsverband, dem Landschaftsverband Westfalen-Lippe, der Stadt Münster, dem Westfälischen Pferdestammbuch, dem ehemaligen Provinzial-Verband Westfalen und von Reit- und Fahrvereinen unterstützt und gefördert.
Zum Vorstand gehörten zeitweise als Vorsitzender Freiherr Heereman von Zuydtwyck, Präsident des Deutschen Bauernverbandes und des Westfälisch-Lippischen Landwirtschaftsverbandes und August Lütke-Westhues als Vorsitzender des Reiterverbandes Nordrhein-Westfalen, ein Vertreter der Stadt Münster und der jeweilige Leiter der Schule.

## Leiter der Schule
- 1922–1925 Graf Brockdorf-Arlefeld
- 1925–1950: Heinrich Stecken
- 1950–1985: Major a. D. Paul Stecken[4]
- 1985–2001: Michael Putz[5]
- 2001–2014: Martin Plewa
- seit 2014: Jörg Jacobs

## Nutzung heute

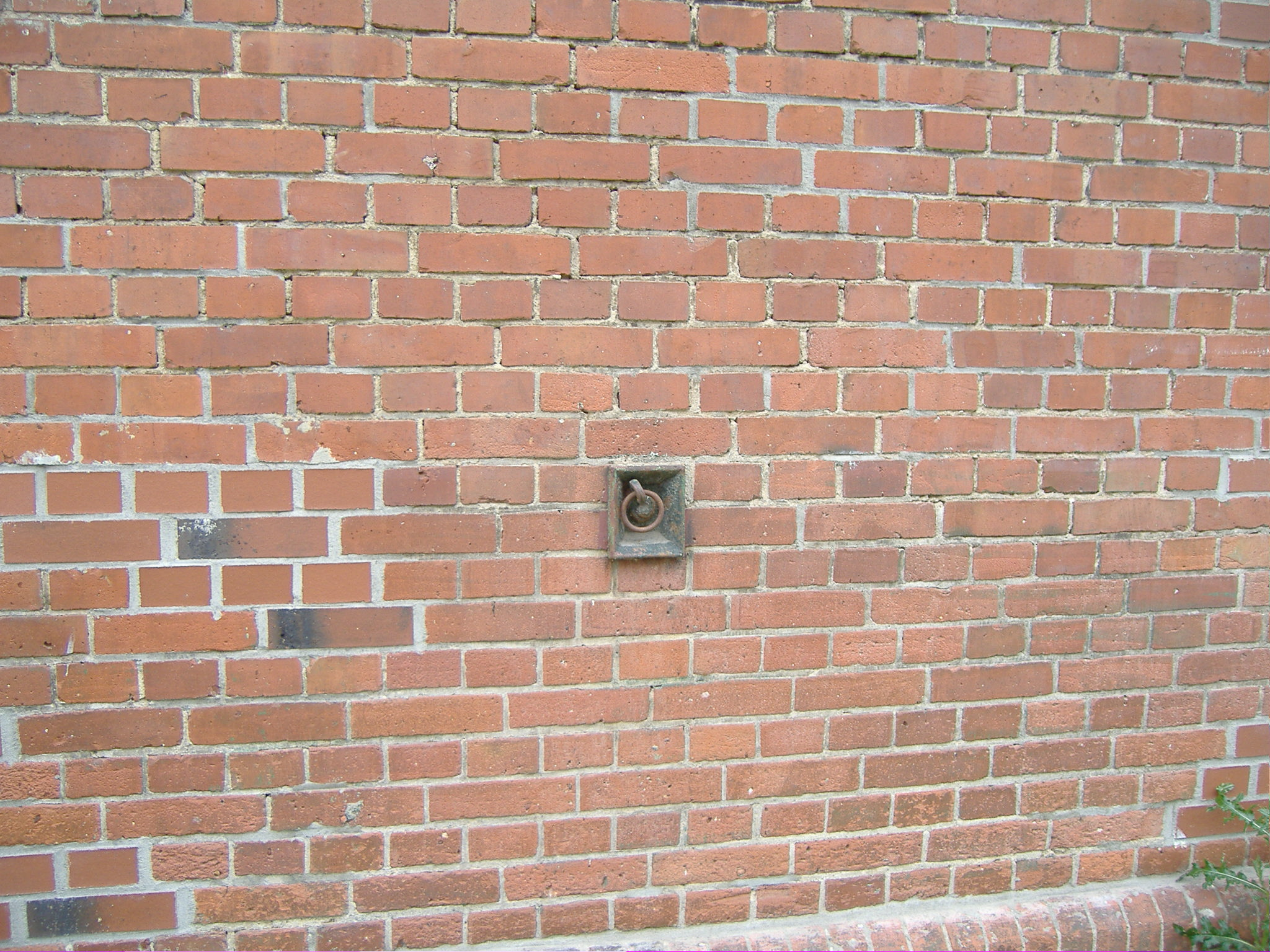
Original Anbindering für Pferde (noch vorhanden im Innenbereich)

Die historischen Pferdestallungen blieben erhalten und stehen heute unter Denkmalschutz. Die restlichen Gebäude des früher allseitig mit Stallungen umbauten Areals, wurden durch die Bundeswehr genutzt und sind deshalb nicht denkmalgeschützt.

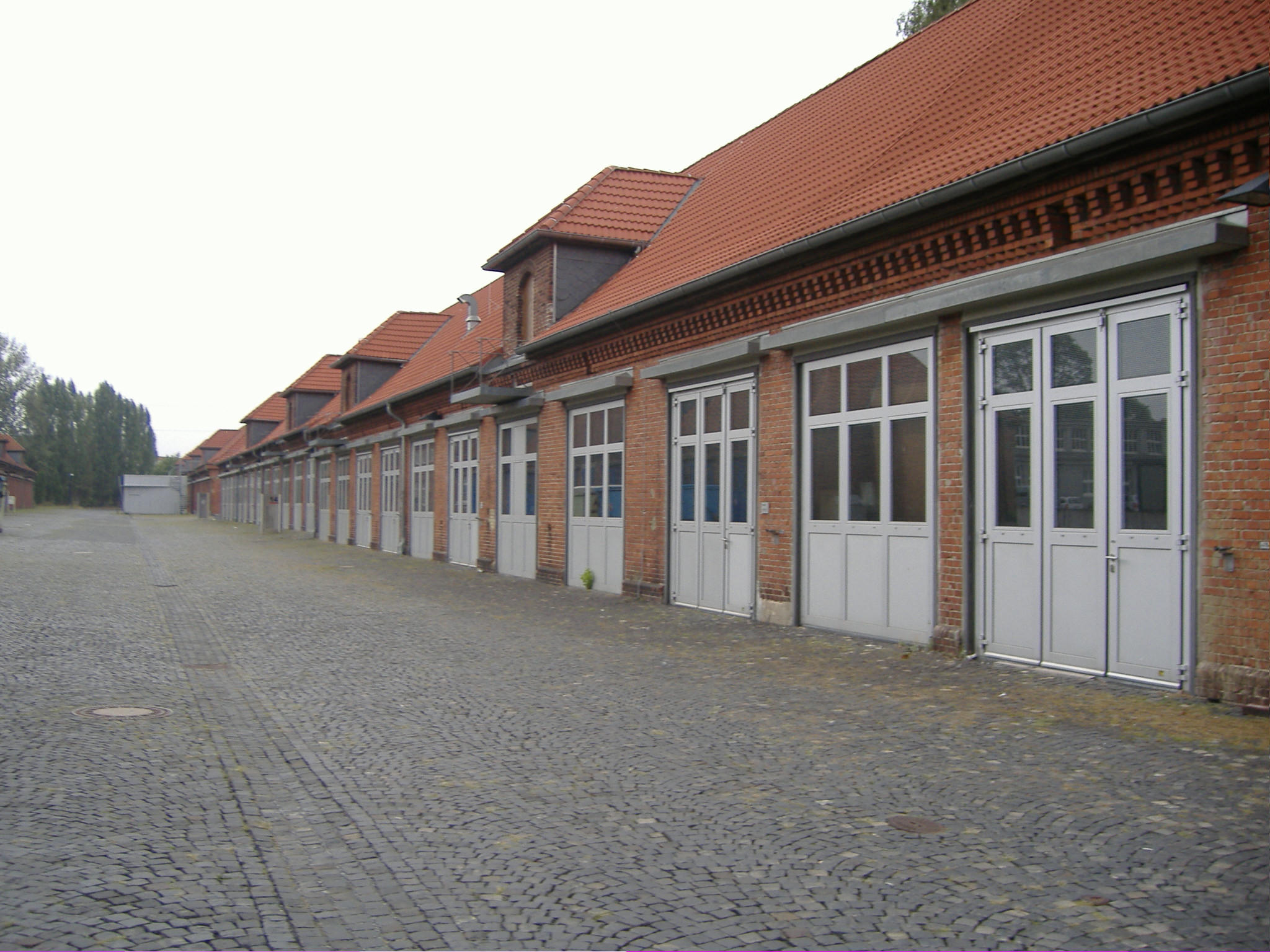
Teilansicht des früher von der Bundeswehr genutzten Stalltraktes (Südost-Seite)

Heute wird das gesamte Areal von der Kunstakademie Münster und der Fachhochschule Münster genutzt.